# Пайн-Гроув Тауншип (округ Скайлкілл, Пенсільванія)
Пайн-Гроув Тауншип (англ. Pine Grove Township) — селище (англ. township) в США, в окрузі Скайлкілл штату Пенсільванія. Населення — 4016 осіб (2020).

## Демографія
Згідно з переписом 2010 року, у селищі мешкали 4123 особи в 1682 домогосподарствах у складі 1201 родини. Було 1816 помешкань
Расовий склад населення:
| - 98,7 % — білих - 0,4 % — корінних американців - 0,2 % — чорних або афроамериканців - 0,1 % — азіатів |

До двох чи більше рас належало 0,6 %. Частка іспаномовних становила 0,6 % від усіх жителів.
За віковим діапазоном населення розподілялося таким чином: 19,7 % — особи молодші 18 років, 60,1 % — особи у віці 18—64 років, 20,2 % — особи у віці 65 років та старші. Медіана віку мешканця становила 45,5 року. На 100 осіб жіночої статі у селищі припадало 97,1 чоловіків;  на 100 жінок у віці від 18 років та старших — 95,9 чоловіків також старших 18 років.
Середній дохід на одне домашнє господарство  становив 60 580 доларів США (медіана — 51 961), а середній дохід на одну сім'ю — 66 568 доларів (медіана — 61 698). Медіана доходів становила 48 233 долари для чоловіків та 35 813 долари для жінок. За межею бідності перебувало 9,2 % осіб, у тому числі 19,7 % дітей у віці до 18 років та 3,6 % осіб у віці 65 років та старших.
Цивільне працевлаштоване населення становило 1749 осіб. Основні галузі зайнятості: виробництво — 19,4 %, освіта, охорона здоров'я та соціальна допомога — 13,7 %, роздрібна торгівля — 12,9 %.